# Сингх, Рупиндер Пал
Рупиндер Пал Сингх (хинди रुपिंदर पाल सिंह; род. 11 ноября 1990, Фаридкот, Пенджаб) — индийский хоккеист на траве, защитник сборной Индии. Бронзовый призёр Олимпийских игр (2020).
Индийский защитник известен как один из лучших игроков в мире, исполняющий бросок с протяжки (англ. Drag flicking). Он также выступал за сборную Индии на Играх Содружества 2014 года в Глазго, Азиатских играх 2014 года в Инчхоне, Олимпийских играх 2016 года в Рио-де-Жанейро и на Играх Содружества 2018 года в Голд-Косте.

## Биография
Рупиндер Пал Сингх родился 11 ноября 1990 года. Его родители также были хоккеистами.
У него есть брат Гаган Аджит, который также является игроком сборной Индии в хоккее на траве.
Владеет английским языком, а также хинди и панджаби.
Работает в банке.

## Карьера
Международный дебют Рупиндера Пала Сингха состоялся в мае 2010 года на Кубке Султана Азлана Шаха в Ипохе. Индия выиграла этот турнир. В следующем году Рупиндер исполнил первый международный хет-трик против Великобритании на Кубке Султана Азлана Шаха 2011 года. В том же турнире Сингх получил награду лучшего бомбардира и был включён в символическую сборную турнира. На чемпионате мира 2014 года Рупиндер был вице-капитаном.
Рупиндера Пала Сингха взяли в команду «Дели Вэйврайдерс» Индийской хоккейной лиги. За игрока заплатили большие деньги, и сам хоккеист в интервью рассказал, что был удивлён, что Дели так много заплатил, но отметил, что благодаря этому он сможет оттачивать свои навыки и играть с такими игроками как Сардар Сингх и Николас Якоби. Сингх забил семь мячей за команду, которая заняла второе место в лиге. Во втором сезоне команда Рупиндера выиграла Хоккейную лигу Индии 2014 года, при этом Сингх забил 7 голов. Рупиндер стал лучшим игроком Хоккейной лиги Индии 2016 года, и благодаря его значительному вкладу «Дели Вэйверайдерс» в том же году заняли 3-е место в Лиге. В 2017 году он стал капитаном клуба и помог команде выйти в полуфинал. Рупиндер также регулярно играет за команду Индийскиого банка Overseas.
Сингх участвовал на Олимпиаде в Рио-де-Жанейро. Индия вышла в четвертьфинал, но проиграла и заняла восьмое место. Выступал в Финале Мировой лиги, где занял третье место в сезоне 2016/2017 в Бхубанешваре.
В 2018 году завоевал бронзу на Азиатских играх в Джакарте. После турнира он получил травму и восстанавливался восемь месяцев.
В 2020 году участвовал в Про-лиге Международной федерации хоккея на траве, где сборная Индии стала четвёртой.
Принял участие на летних Олимпийских играх 2020 года в Токио. Сборная Индии в групповом этапе одержала 4 победы и вышла в плей-офф со второго места. В четвертьфинале индийцы победили Великобританию со счётом 3:1, однако затем уступили будущим олимпийским чемпионам Бельгии 3:5. В матче за бронзу Индия победила Германию со счётом 5:4, впервые с московской Олимпиады в 1980 году завоевав медаль в хоккее на траве. Рупиндер отметился четырьмя мячами, один из которых с углового, а три остальных — с пенальти, один из которых в матче за бронзу против Германии.
В конце сентября Рупиндер Пал Сингх объявил о завершении карьеры в сборной Индии. По его словам, решение далось тяжело, однако он считает, что должен дать возможность молодым и более амбициозным спортсменам. После объявления Бирендры Лакры и Рупиндера Пал Сингха об окончании карьеры в национальной сборной, премьер-министр Индии Нарендра Моди обратился к хоккеистам, высоко оценив их заслугу в возрождении хоккея на траве в стране. Моди отметил, что когда Лакра и Сингх начинали играть, никто не мог представить, что национальная сборная завоюет олимпийскую медаль в ближайшие годы.

## Стиль игры
Рупиндер Пал Сингх известен как один из лучших исполнителей бросков с протяжки (в английской терминологии drag flicking).